# Аквадром
Аквадром — специально выделенный участок акватории небольшой глубины и прилегающая к нему береговая инфраструктура, которые используются для соревнования по судомоделизму.
Как правило, комплекс сооружений аквадрома включает в себя места для размещения судейского состава и зрителей, мостики для запуска моделей, причалы для плавсредств обеспечения, мастерские для ремонта моделей, специальные помещения для хранения инвентаря и горюче-смазочных материалов.
Для начинающих судомоделистов в качестве аквадрома чаще всего используются бассейны и небольшие естественные водоёмы, которые защищены от ветра. Аквадромы для проведения соревнований оснащаются специальным оборудованием и устройствами безопасности для того, чтобы отвечать национальным и международным требованиям.